# Pedro Martínez (Missionar)
Pedro Martínez (geboren 1542 in Coimbra Portugal; gestorben in Malakka am 18. Februar 1598) war ein spanischer Missionar des Augustinerordens in Japan während der Muromachi-Zeit.

## Leben und Werk
Pedro Martínez wurde in Coimbra geboren, wuchs aber in Amerika auf, wo sein Vater der sechste Vizekönig von Neuspanien und Peru war. Nach seiner Rückkehr nach Spanien trat er in den Augustinerorden ein. 1591 wurde er zum Bischof von Japan ernannt. Er wurde 1595 in Goa ordiniert und kam im August 1596 nach Nagasaki und wurde Bischof von Funai auf Kyūshū. Er suchte sofort Kyōto auf, um dem derzeitigen Machthaber in Japan, Toyotomi Hideyoshi, Geschenke des Vizekönigs von Indien, Dom Matias de Albuquerque, zu überbringen. Hideyoshi empfing ihn freundlich. Auf seiner Rückkehr nach Nagasaki wurde er dort am 5. Februar 1597 Zeuge der Kreuzigung der 26 Märtyrer. 
Martínez reiste Ende 1597 nach Goa, um dort einige Dinge zu regeln. Er erkrankte auf der Reise, starb und wurde in Malakka begraben.